# 隆頭副尼麗魚
隆頭副尼麗魚，為輻鰭魚綱鱸形目隆頭魚亞目慈鯛科的其中一種，分布於墨西哥Usumacinta河流域，體長可達23公分，棲息在中底層水域，生活習性不明。

## 擴展閱讀
維基物種上的相關：隆頭副尼麗魚